# Kamrat 4 procent
Kamrat 4 procent är ett begrepp inom svensk politik som ursprungligen åsyftade väljare (huvudsakligen socialdemokrater) som röstade på Vänsterpartiet Kommunisterna (nu Vänsterpartiet) för att partiet skulle uppnå minst fyra procent av rösterna i riksdagsvalet (vilket från och med år 1970 krävs för att erhålla mandat i Sveriges riksdag). Detta i sin tur för att vpk skulle kunna fortsätta som stödparti åt Socialdemokraterna och garantera en fortsatt arbetarmajoritet i riksdagen. Begreppet skapades av journalisten, tillika vpk-medlemmen, Carl Gunnar Edanius i en dikt med samma namn.
Namnet kommer av det socialistiska tilltalsordet "kamrat", vilket används både inom socialdemokratin och kommunismen. 
Begreppet har med tiden degenererats och kan i idag användas för taktikröstande i största allmänhet, i syfte att ett litet parti ska komma över fyraprocentsspärren i riksdagsval. Synonymt används även ordet stödröstning. Numer använder dock statsvetenskapen i allt högre utsträckning begreppet taktikröstning eftersom "stödröstning" ju egentligen avser all slags röstning.

## Utveckling av begreppet
Under regeringen Reinfeldt användes begreppet även om allmänborgerliga väljare eller moderater som stödde Alliansen och som kunde tänkas rösta på Centerpartiet, Folkpartiet (nu Liberalerna) eller Kristdemokraterna, för att behålla dem i riksdagen. Begreppet Broder 4 procent har ibland använts för moderater som stödröstat på Kristdemokraterna, då med anspelning på Kristdemokraternas frikyrkliga bakgrund, där broder är ett ord som används för en trosfrände, se exempelvis äldstebroder.
Efter valet 2002 hävdade dåvarande statsminister Göran Persson att många socialdemokrater, för att rädda kvar Miljöpartiet i riksdagen, blev Mulle 4 procent. Det sågs därför bland ledande socialdemokrater som ett svek när Miljöpartiet i samband med regeringsbildningen efter valet under en period samtalade med mittenpartierna om ett regeringssamarbete. Regeringsbildningen ledde emellertid till att regeringen Persson satt kvar med Miljöpartiets och Vänsterpartiets stöd.